# (240364) Kozmutza
(240364) Kozmutza est un astéroïde de la ceinture principale.

## Description
(240364) Kozmutza est un astéroïde de la ceinture principale. Il fut découvert le 20 septembre 2003 à Piszkéstető par Krisztián Sárneczky et Brigitta Sipőcz. Il présente une orbite caractérisée par un demi-grand axe de 2,45 UA, une excentricité de 0,16 et une inclinaison de 2,0° par rapport à l'écliptique.